# Bazilica romanică din Gârbova
Bazilica romanică din Gârbova este un monument istoric aflat pe teritoriul satului Gârbova, comuna Gârbova, în județul Alba. În Repertoriul Arheologic Național, monumentul apare cu codul 4491.04.01.

## Imagini

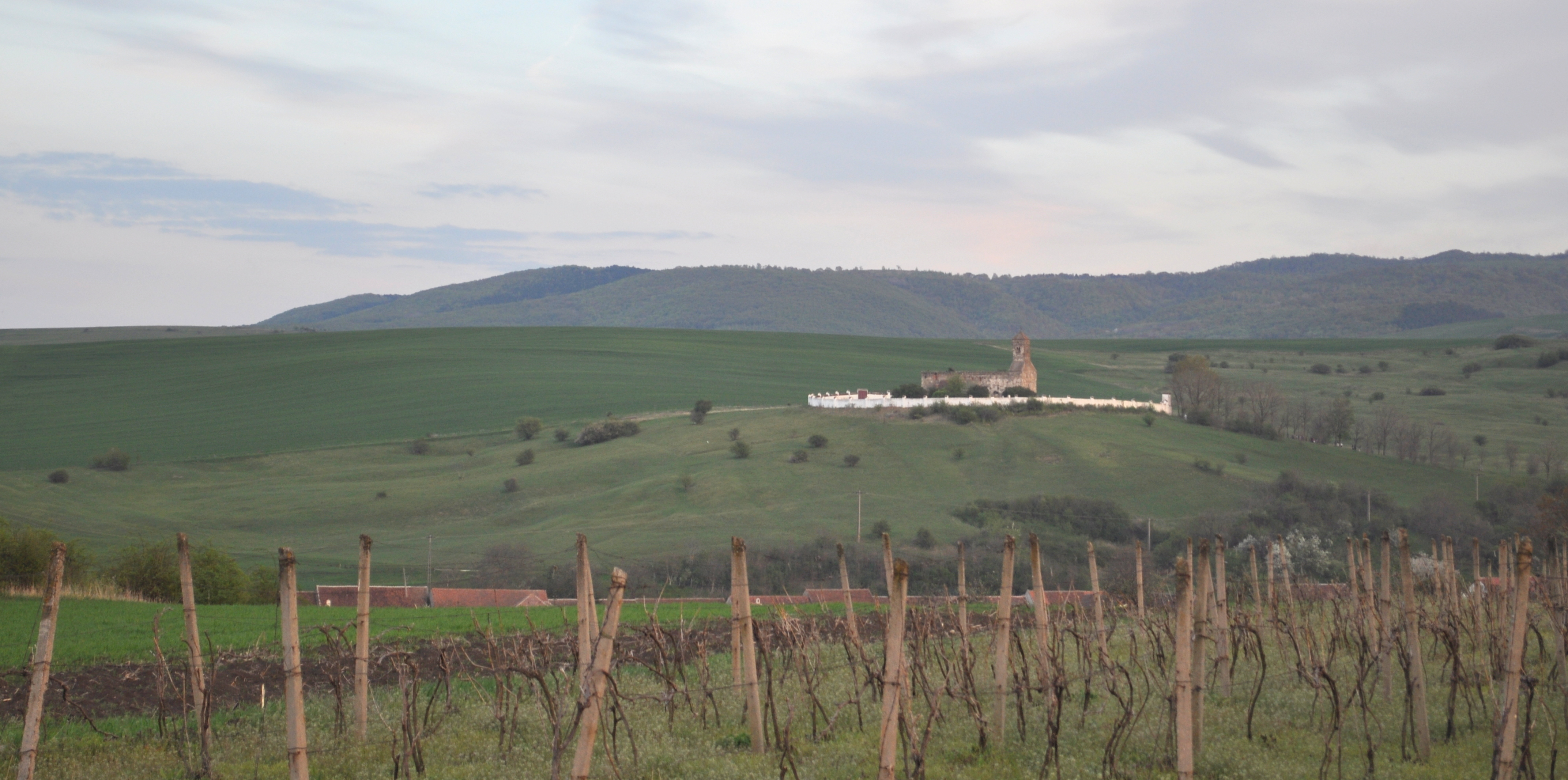
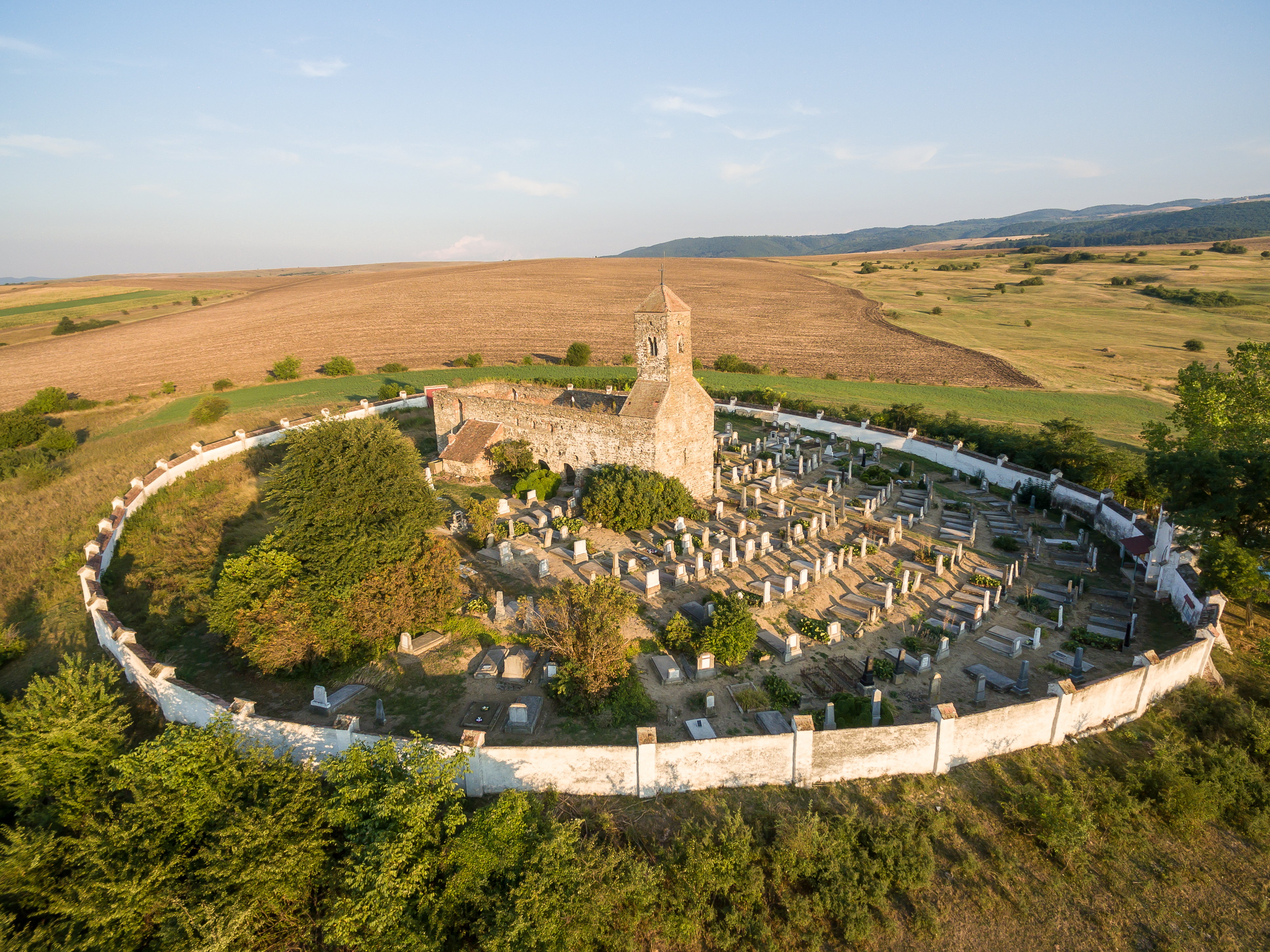
Vedere de ansamblu
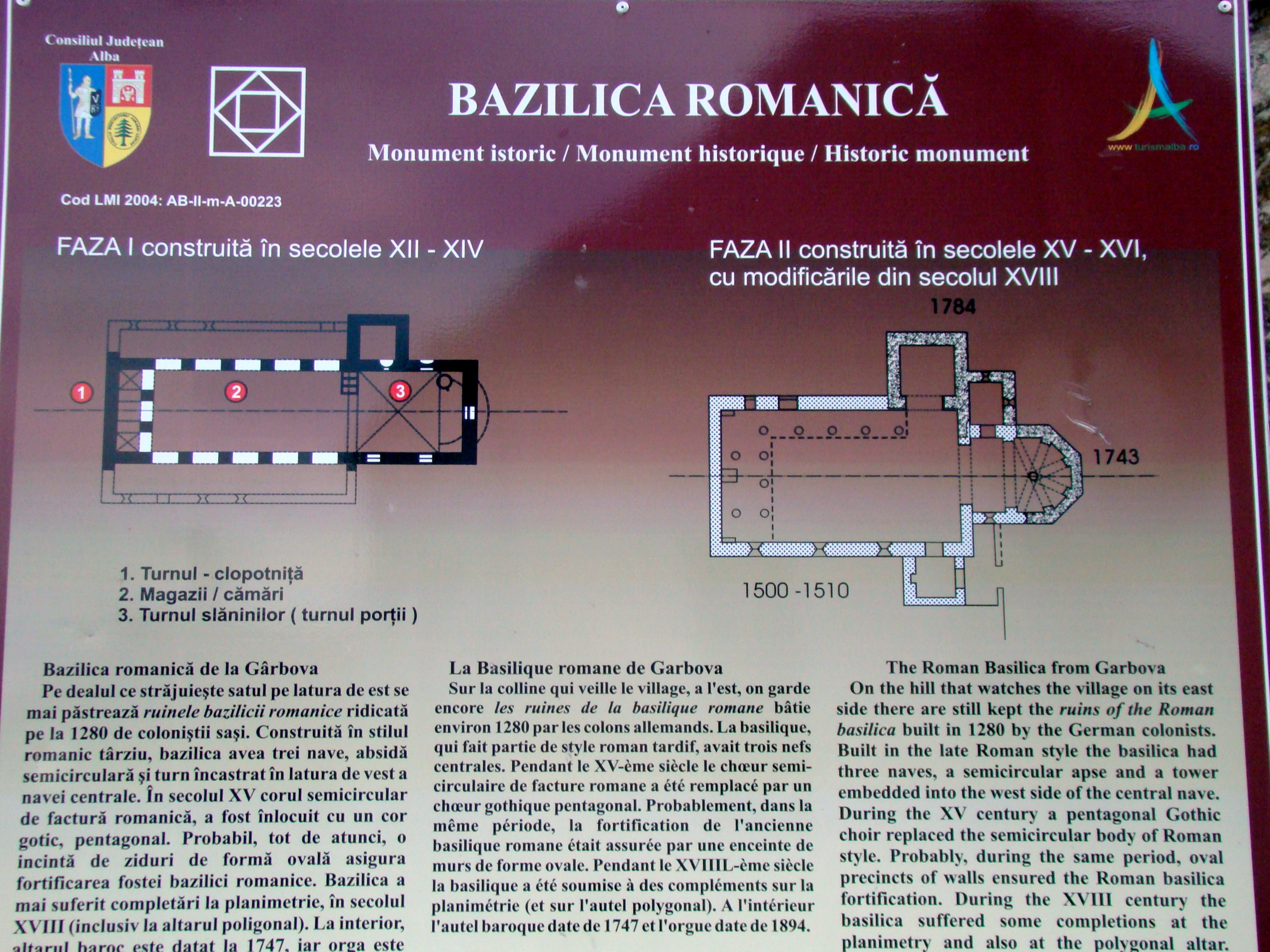
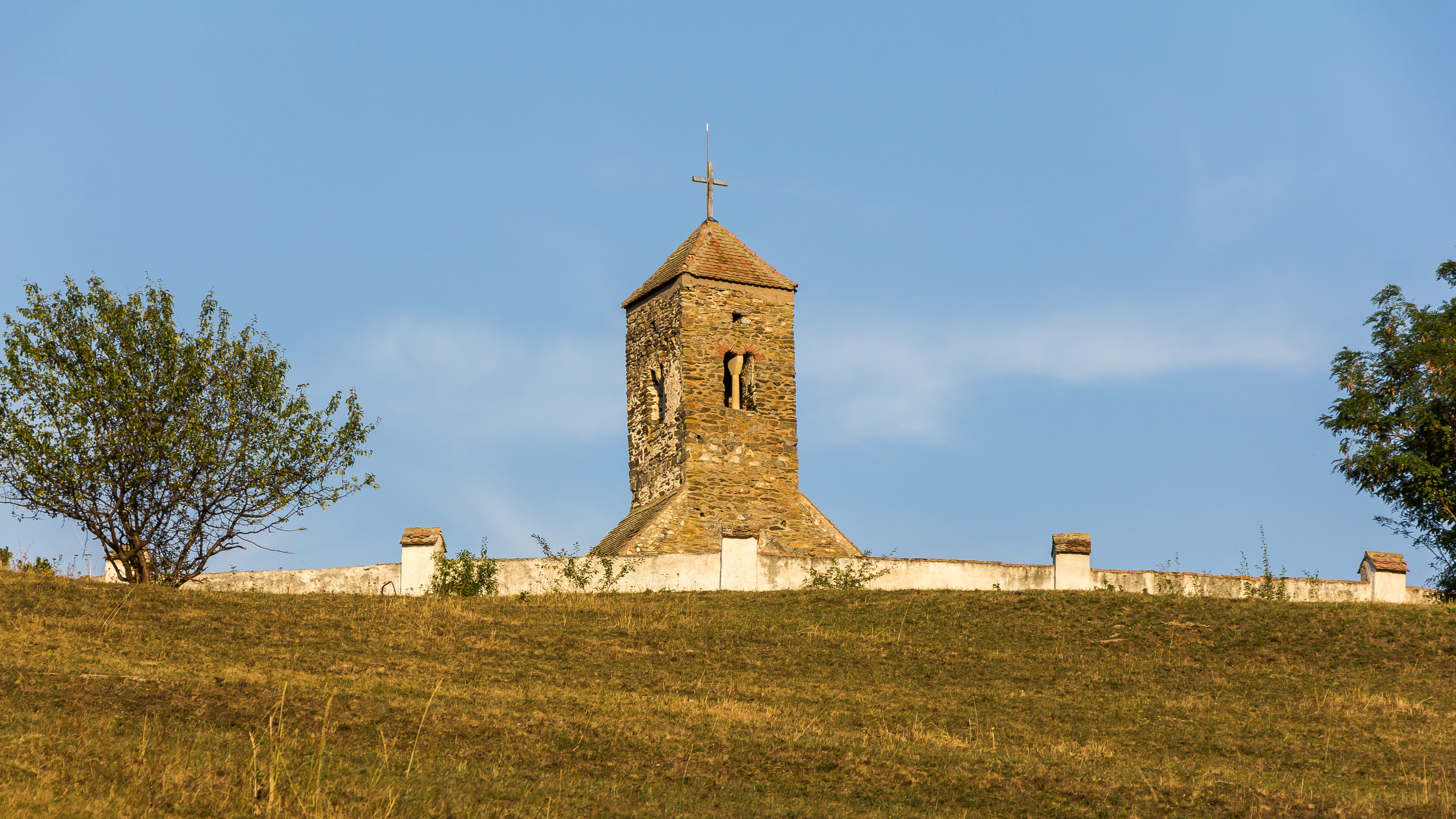
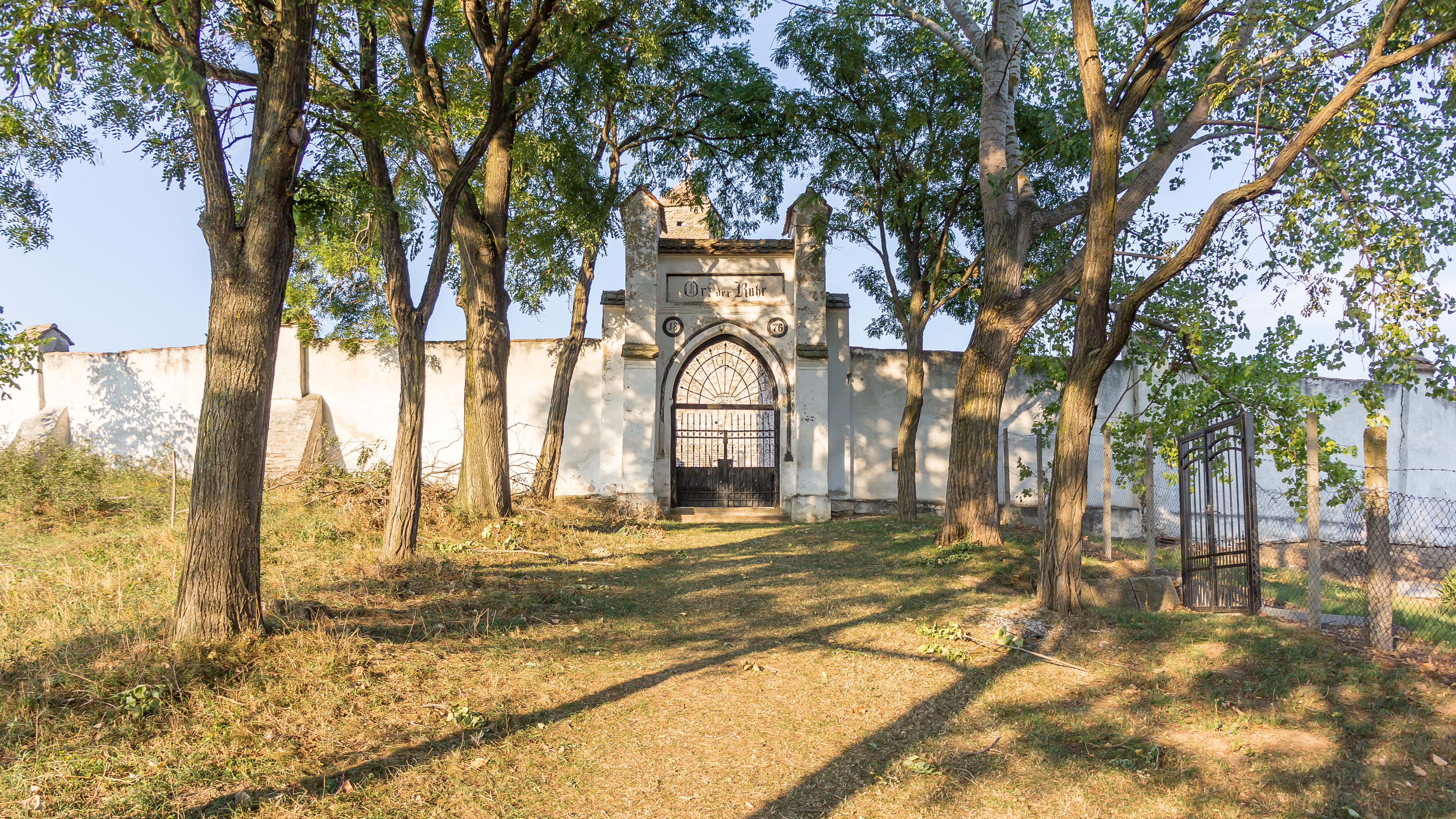
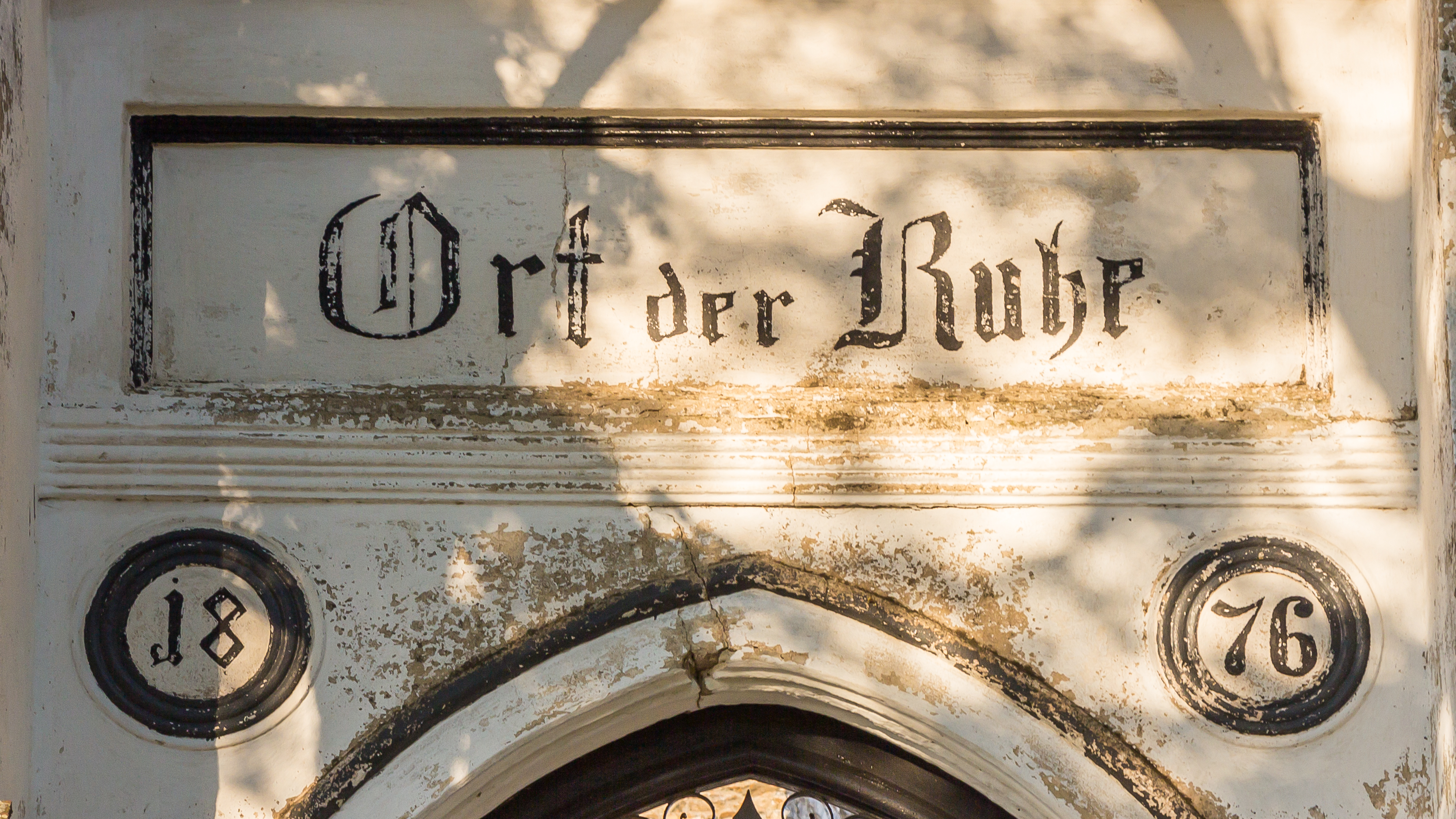
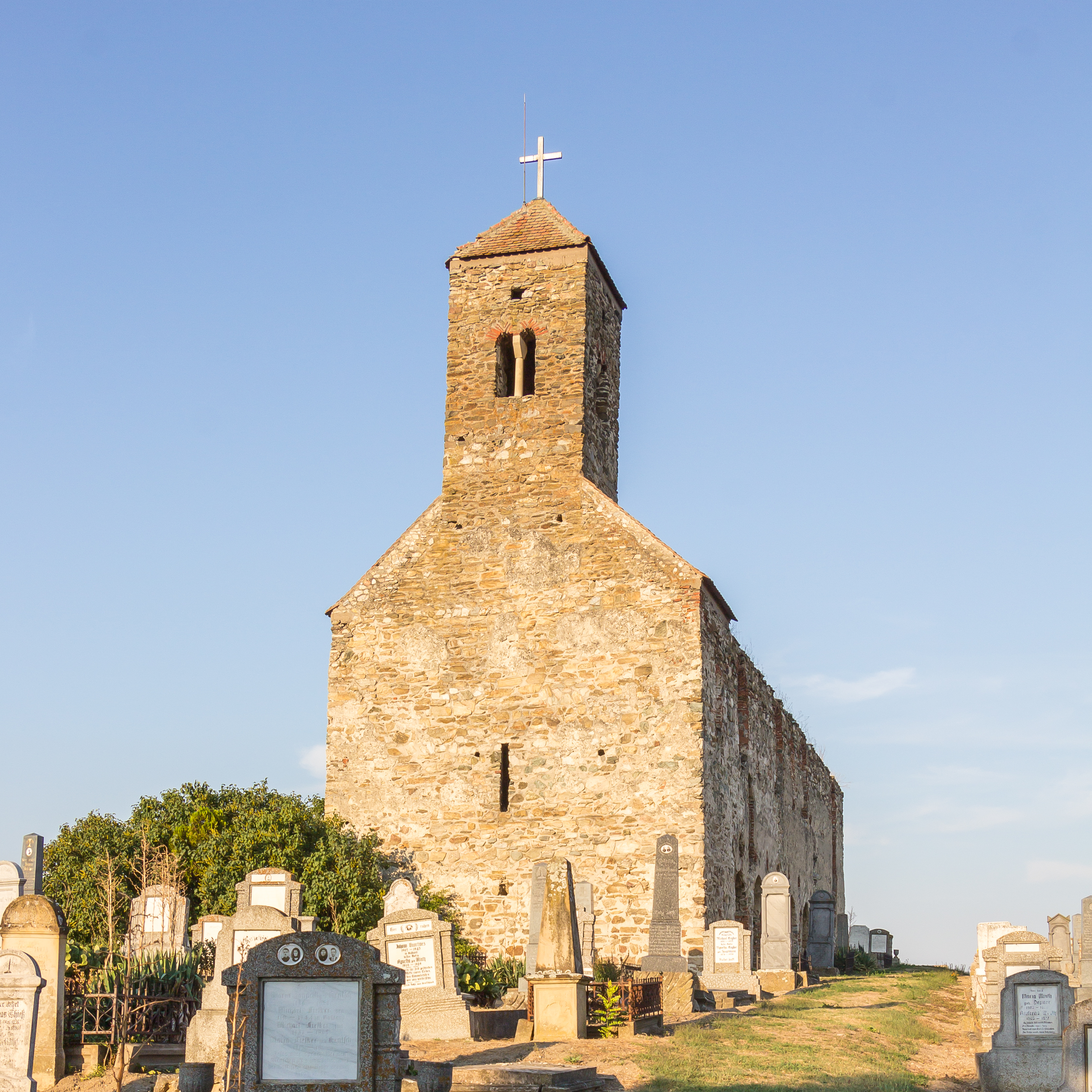